# Cantó de Barjòus
El cantó de Barjòus és un cantó francès del departament de la Var, situat al districte de Brinhòla. Té 9 municipis i el cap és Barjòus.

## Municipis
- Barjòus
- Bras
- Brua Auriac
- Castèuverd
- Esparron
- Pontevès
- Sant Martin
- Selhon Fònt d'Argenç
- Varatge

## Història
| Data d'elecció                           | Identitat      | Partit        | Qualitat |
| ---------------------------------------- | -------------- | ------------- | -------- |
| 1964-1970                                | Marcel Amic    | SFIO          |          |
| 1970-2001                                | William Nironi | PCF           |          |
| 2001-2008                                | Alain Vigier   | Divers gauche |          |
| 2008-                                    | Michel Partage | Divers gauche |          |
| les dades anteriors no són pas conegudes |                |               |          |
|                                          |                |               |          |

| 1962  | 1968  | 1975  | 1982  | 1990  | 1999  | 2006   |
| ----- | ----- | ----- | ----- | ----- | ----- | ------ |
| 4.699 | 5.072 | 4.847 | 5.110 | 6.470 | 8.105 | 10.357 |